# المر گنتری
المر گنتری (به انگلیسی: Elmer Gantry) نام یک رمان است که توسط سینکلر لوئیس، نویسندهٔ اهل آمریکا نوشته شده است. این کتاب یکی از آثار مشهور ادبی جهان است.

## اقتباس‌ها
با اقتباس از این رمان، در سال ۱۹۶۰ فیلمی به همین نام به کارگردانی ریچارد بروکس و با بازی برت لنکستر در نقش گنتری ساخته شد.